# Dave Morgan
Dave Morgan,  britanski dirkač Formule 1, * 7. avgust 1944, Cranmore, Somerset, Anglija, Združeno kraljestvo, † 9. november 2018.
V svoji karieri je nastopil le na domači dirki za Veliko nagrado Velike Britanije v sezoni 1975, kjer je z dirkalnikom Surtees TS16 moštva Team Surtees zasedel osemnajsto mesto z več kot šestimi krogi zaostanka za zmagovalcem.

## Popolni rezultati Formule 1
(legenda) (odebeljene dirke pomenijo najboljši štartni položaj, poševne pa najhitrejši krog, †-uvrščen kljub odstopu)
| Leto | Moštvo       | Šasija       | Motor       | 1   | 2   | 3   | 4   | 5   | 6   | 7   | 8   | 9   | 10    | 11  | 12  | 13  | 14  | Prv | Toč |
| ---- | ------------ | ------------ | ----------- | --- | --- | --- | --- | --- | --- | --- | --- | --- | ----- | --- | --- | --- | --- | --- | --- |
| 1975 | Team Surtees | Surtees TS16 | Cosworth V8 | ARG | BRA | JAR | ŠPA | MON | BEL | ŠVE | NIZ | FRA | VB 18 | NEM | AVT | ITA | ZDA | -   | 0   |